# Wachbach
Wachbach ist ein Stadtteil von Bad Mergentheim im Main-Tauber-Kreis im Nordosten Baden-Württembergs.

## Geographie
Wachbach liegt etwas über 5 km südsüdöstlich der Stadtmitte von Bad Mergentheim auf Höhen um 252 m ü. NHN im Naturraum der Umpfer-Wachbach-Riedel im bis in den Unteren Muschelkalk eingeteuften Tal des Wachbachs. Zum früher nur den Talgrund, den Hangfuß und den Zulaufbereich des Seitentals Ursprung einnehmenden Ort kamen in jüngerer Zeit Siedlungszeilen am rechten Unterhang sowie in der Seitenbucht des Wolfentals im unteren Ortsbereich hinzu.
Die im Wesentlichen den Talbereich zwischen den großen Wachbachzuflüssen Hachteler Bach oberhalb und Stuppach unterhalb bis auf die beidseitigen Wasserscheiden hinauf umfassende Gemarkung ist etwa 8,2 km² groß. Wald steht auf den talbegleitenden Bergkämmen und auch etwas an steilen Hanglagen, doch der größte Teil der Gemarkung ist offen mit vielen Obstwiesen an den steilen Hangbereichen, während auf den offenen leidlich flachen Höhen der Ackerbau dominiert.

## Geschichte

### Mittelalter
Im Jahre 1045 wurde der Ort erstmals urkundlich als Wachebach erwähnt.

### Neuzeit
Am 31. Dezember 1974 wurde Wachbach gemeinsam mit Hachtel in die Stadt Bad Mergentheim eingegliedert. Als am 1. Januar 1973 im Rahmen der baden-württembergischen Kreisreform der Landkreis Mergentheim aufgelöst wurde, gehörte Wachbach in der Folge zum neu gebildeten Tauberkreis, der am 1. Januar 1974 seinen heutigen Namen Main-Tauber-Kreis erhielt.

## Kultur und Sehenswürdigkeiten

### Kulturdenkmale
Im Ort befinden sich die evangelische Kirche Wachbach (romanisch) und die katholische Pfarrkirche St. Georg von 1904.

### Rad- und Wanderwege
Wachbach liegt am Radweg Liebliches Taubertal – der Sportive.

## Wirtschaft und Infrastruktur

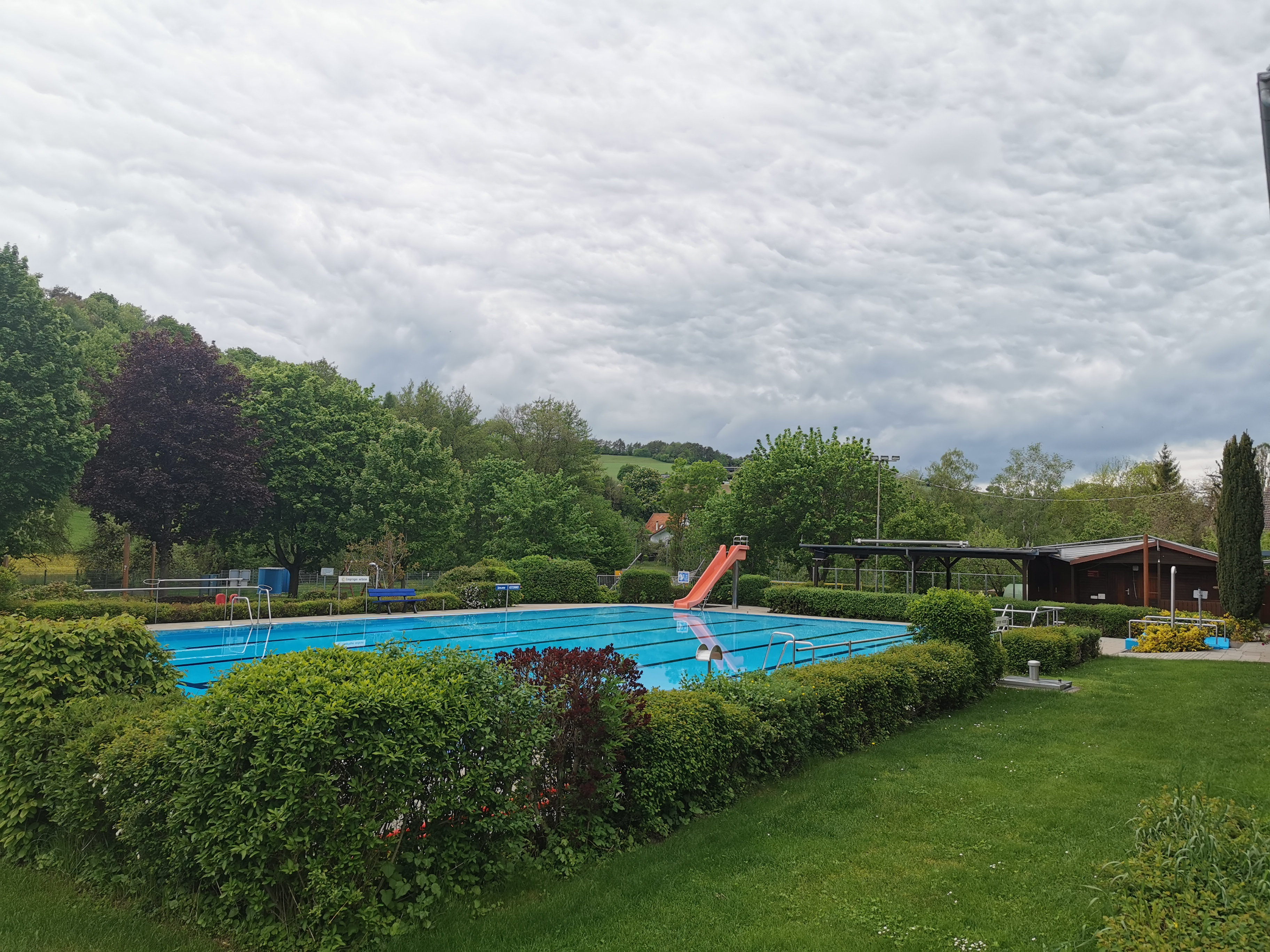
Freibad Wachbach, 2021

### Freibad Wachbach
In Wachbach befindet sich eines der drei Freibäder von Bad Mergentheim.